# 삼성 글라이드
삼성 글라이드(Samsung Glyde, Samsung U940)은 삼성전자가 2008년에 출시한 휴대 전화이다.